# 王方翼
王方翼（622年—687年），表字仲翔，出身于祁县王氏，少号孝童，唐朝初年名将。唐高祖妹夫王裕的孙子。唐太宗时为右千牛。唐高宗时随裴行俭讨伐李遮匐，为副将，兼检校安西都护，修筑碎叶城。
永淳初年，西突厥阿史那车薄带兵围困弓月城，王方翼率军与其在伊犁河交战，大获全胜。敌军援至，又在热海交战，杀敌七千，擒其首领300人，西域震服。嗣圣时（684年），太后武则天主政猜忌他是王皇后本家、唐朝忠臣，把他流放到崖州。路过衡山（在今湖南省衡阳市境）时，王方翼病逝，享年六十三。其孙王鉷。

## 家族
- 祖父：王裕
- 祖母：同安公主
- 父亲：王仁表
- 母亲：李□
- 妻子：□氏
- 长子：王玙，儿媳：□氏
- 次子：王珣，儿媳：□氏
- 三子：王瑨，儿媳：□氏

## 王方翼碑
碑名《唐故夏州都督太原王公神道碑》，张说撰。